# Абенова, Знура
Знура Абенова (1915—1973) — одна из организаторов колхозного движения в Казахской ССР.

## Биография
В 1935-1939 годах работала председателем колхозов имени Джангильдина и имени В. И. Ленина Пахтааральского района Чимкентской области.
В 1939 году вступила в КПСС, затем работала на руководящей партийной работе. С 1947 года являлась заместителем председателя Верховного Совета Казахской ССР, членом ЦК Компартии Казахской ССР. Избиралась депутатом Верховного Совета Казахской ССР 1-го и 3-го созывов.
Награждена орденом Трудового Красного Знамени, медалями СССР.